# Manlio Fabio Altamirano, Veracruz
Manlio Fabio Altamirano är en ort i Mexiko.   Den ligger i kommunen Manlio Fabio Altamirano och delstaten Veracruz, i den sydöstra delen av landet, 300 km öster om huvudstaden Mexico City. Manlio Fabio Altamirano ligger 55 meter över havet och antalet invånare är 4 714.
Terrängen runt Manlio Fabio Altamirano är platt. Runt Manlio Fabio Altamirano är det ganska glesbefolkat, med 48 invånare per kvadratkilometer. Närmaste större samhälle är Las Amapolas, 15,6 km öster om Manlio Fabio Altamirano. Omgivningarna runt Manlio Fabio Altamirano är en mosaik av jordbruksmark och naturlig växtlighet.